# 41-я гвардейская танковая бригада
41-я гвардейская танковая Шумлинско-Хинганская Краснознамённая ордена Кутузова бригада — гвардейская танковая бригада Красной армии ВС СССР, в годы Великой Отечественной войны.
Условное наименование — войсковая часть полевая почта (в/ч пп) № 32456, № 61441.
Сокращённое наименование — 41 гв. тбр

## История формирования

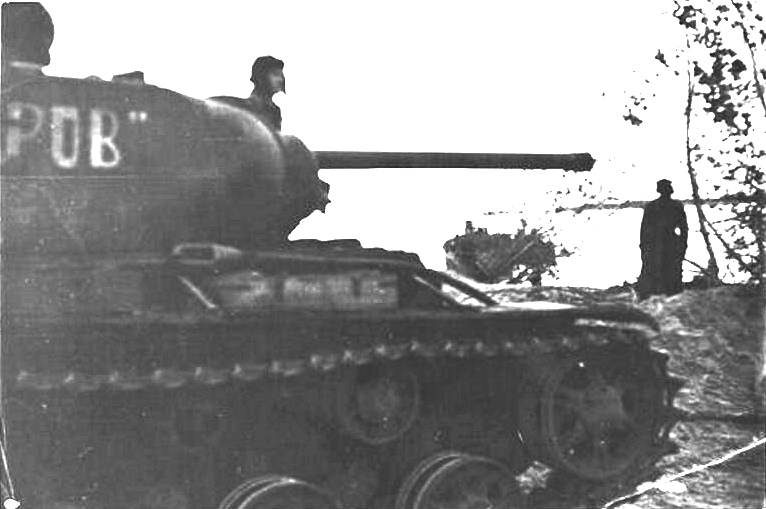
Танки бригады на марше в районе Сталинграда, 12 октябрь 1942 г.

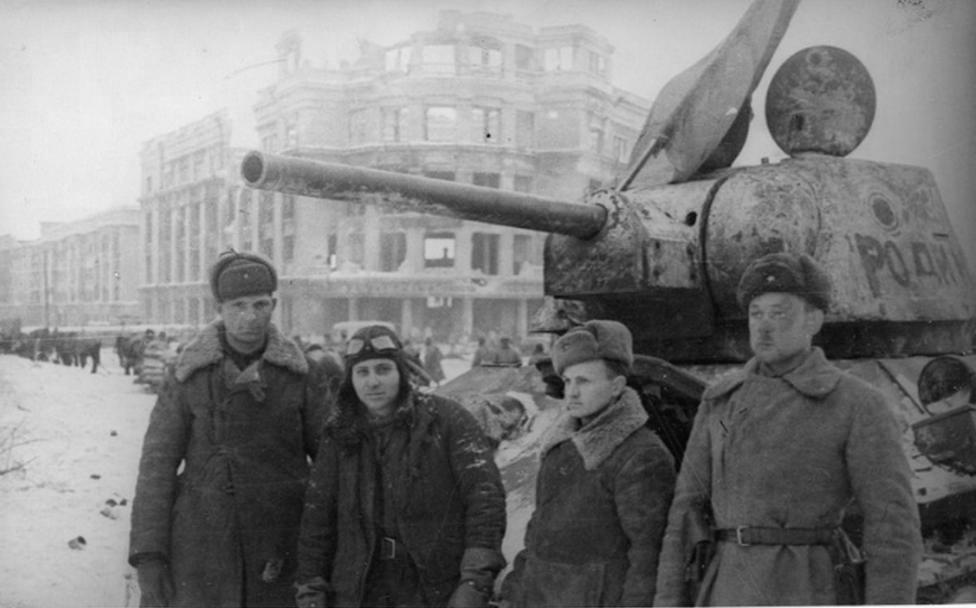
Сталинград, перед Центральным универмагом. Танковый экипаж 90-й отдельной танковой бригады, принудивший штаб немецкого командования сдаться в плен. 31 январь 1943 г.

Бригада ведёт свою историю от 90-й отдельной танковой бригады сформированной в Сталинградском автобронетанковом центре на основании директивы НКО СССР № 723499сс от 15 февраля 1942 года. Бригады была сформирована на базе 204-го и 206-го отдельных танковых батальонов начавших своё формирование 20 декабря 1941 года в рабочем посёлке Ельшанка. Формирование бригады проходило по штатам № 010/345 — 010/352 с 1 марта по 15 апреля 1942 года, штаб бригады располагался в здании 23-й школы. Бригада была укомплектована личным составом — 1095 человек, в основном из сверхштатного состава 130-й и 131-й танковых бригад, а также прибывших из госпиталей, материальной частью — танков КВ — 10 шт, танков Т-34 — 20 шт, танков Т-60 — 16 шт.
Приказом Народного комиссара обороны СССР № 103 от 1 марта 1943 года 90-я танковая бригада была преобразована в 41-ю гвардейскую танковую бригаду.

## Участие в боевых действиях
Период вхождения в действующую армию: 13 октября 1943 года — 31 января 1945 года; 3 марта 1945 года — 18 марта 1945 года; 5 апреля 1945 года — 11 мая 1945 года; 9 августа 1945 года — 3 сентября 1945 года.
8 декабря 1945 года 41-я гвардейская танковая Шумлинско-Хинганская Краснознамённая ордена Кутузова бригада была преобразована в 41-й гвардейский танковый Шумлинско-Хинганский Краснознамённый ордена Кутузова полк (в/ч 61441).

## Состав
При преобразовании в гвардейскую:
- Управление бригады (штат № 010/270)
- 204-й отдельный танковый батальон (штат № 010/271)
- 206-й отдельный танковый батальон (штат № 010/272)
- Мотострелково-пулемётный батальон (штат № 010/273)
- Истребительно-противотанковая батарея (штат № 010/274)
- Рота управления (штат № 010/275)
- Рота технического обеспечения (штат № 010/276)
- Медико-санитарный взвод (штат № 010/277)
- Рота ПТР (штат № 010/375)
- Зенитно-пулемётная рота (штат № 010/451)

С июня 1944 года:
- Управление бригады (штат № 010/500)
- 1-й отдельный танковый батальон (штат № 010/501)
- 2-й отдельный танковый батальон (штат № 010/501)
- 3-й отдельный танковый батальон (штат № 010/501)
- Моторизованный батальон автоматчиков (штат № 010/502)
- Зенитно-пулемётная рота (штат № 010/503)
- Рота управления (штат № 010/504)
- Рота технического обеспечения (штат № 010/505)
- Медико-санитарный взвод (штат № 010/506)

## Командование бригады

### Командиры бригады
- Малышев, Михаил Иванович (01.03.1943 — 05.03.1943), гвардии подполковник;
- Киндзерский, Александр Владимирович[6] (06.03.1943 — 22.05.1943), гвардии подполковник (ВРИД);
- Тяглов, Гавриил Михайлович (23.05.1943 — 24.07.1943), гвардии полковник;
- Киндзерский Александр Владимирович (25.07.1943 — 15.09.1943), гвардии подполковник (ВРИД);
- Васецкий, Фёдор Прокофьевич[7] (16.09.1943 — 15.01.1944), гвардии подполковник, с 15.12.1943 гвардии полковник;
- Доценко, Александр Иванович[8] (16.01.1944 — 15.08.1944), гвардии полковник;
- Копиенко, Владимир Емельянович[9] (16.08.1944 — 15.10.1944), гвардии полковник;
- Прокофьев, Михаил Михайлович (16.10.1944 — 16.02.1945), гвардии подполковник;
- Лаптев, Александр Иванович[10] (17.02.1945 — 08.10.1945), гвардии полковник[11][12][13]

### Заместители командира бригады по строевой части
- Киндзерский Александр Владимирович (01.03.1943 — 06.12.1943), гвардии подполковник (погиб 6.12.1943);

### Заместители командира по политической части
- Карабанов Фёдор Захарович (01.03.1943 — 19.06.1943), гвардии подполковник, с 11.03.1943 гвардии полковник[14]

### Начальники штаба бригады
- Долгополик Евгений Григорьевич (01.03.1943 — 09.1943), гвардии майор;
- Киреев Никифор Ефимович (09.1943 — 01.1944), гвардии майор;
- Садовой Тимофей Николаевич (01.1944 — 08.10.1945), гвардии майор[13]

### Начальники политотдела, с 06.1943 он же заместитель командира по политической части
- Скрипник Ефим Андреевич (01.03.1943 — 19.06.1943), гвардии майор;
- Карабанов Фёдор Захарович (19.06.1943 — 06.12.1943), гвардии полковник (погиб 6.12.1943);
- Сыропятов Николай Иванович (15.12.1943 — 01.03.1944), гвардии подполковник (умер от ран 18.01.1944);
- Плотников Иван Николаевич (01.03.1944 — 18.07.1944), гвардии полковник;
- Коротков Степан Давыдович (18.07.1944 — 31.01.1946), гвардии подполковник[14]

## Отличившиеся воины
| Награда | Ф. И.О                           | Должность          | Звание                                                   | Дата награждения                               | Примечания |
| ------- | -------------------------------- | ------------------ | -------------------------------------------------------- | ---------------------------------------------- | --- |
|         | Котловец, Михаил Павлович        | 24 марта 1945 года | командир 1-го танкового батальона                        | гвардии                                        | погиб в бою 6 октября 1944 года                                                                                        |
|         | Левченко, Ирина Николаевна       | 6 мая 1965 года    | в 1944 году офицер связи бригады                         | Подполковник Бронетанковых войск Красной Армии | в 1965 году награждена за «образцовое выполнение боевых заданий командования и проявленные при этом отвагу и мужество» |
|         | Некрасов, Дмитрий Фёдорович      | 15 мая 1946 года   | командир танковой роты, 3-го танкового батальона         | гвардии                                        | |
|         | Никитин, Александр Семёнович     | 15 мая 1946 года   | командир танка 2-го танкового батальона                  | гвардии                                        | погиб в бою 17 апреля 1945 года                                                                                        |
|         | Сюткин, Пётр Иванович            | 15 мая 1946 года   | командир взвода танков Т-34-85, 3-го танкового батальона | гвардии                                        | |
|         | Филимонов, Пётр Ивлевич          | 15 мая 1946 года   | командир танкового взвода, 3-го танкового батальона      | гвардии                                        | погиб в бою 19 апреля 1945 года                                                                                        |
|         | Ямалетдинов, Шагий Ямалетдинович | 15 мая 1946 года   | командир орудия танка Т-34-85 2-го танкового батальона   | гвардии                                        | |

## Награды и наименования
| Награда (наименование)             | Дата награждения                                                                 | За что получена |
| ---------------------------------- | -------------------------------------------------------------------------------- | --- |
| Почётное звание «Гвардейская»      | присвоено приказом Народного комиссара обороны СССР № 103 от 1 марта 1943 года   | за проявленную отвагу в боях за Отечество с немецкими захватчиками, за стойкость, мужество, дисциплину и организованность, за героизм личного состава |
| Почётное наименование «Шумлинская» | присвоено приказом Верховного главнокомандующего № 0319 от 27 сентября 1944 года | за отличия в боях на территории Болгарии |
| Почётное наименование «Хинганская» | присвоено приказом Верховного главнокомандующего № 0162 от 20 сентября 1945 года | за отличия в боях против японских войск на Дальнем Востоке при прорыве Маньчжуро-Чжалайнорского и Халун-Артшанского укреплённых районов, форсировании горного хребта Большой Хинган, овладении городами: Чанчунь, Мукден, Цицикар, Жэхэ, Дайрэн, Порт-Артур |
| Орден Красного Знамени             | награждена указом Президиума Верховного Совета СССР от 31 октября 1944 года      | за образцовое выполнение заданий командования в боях с немецкими захватчиками, за овладение городом Орадеа-Маре и проявленные при этом доблесть и мужество                                                                                                  |
| Орден Кутузова II степени          | награждена указом Президиума Верховного Совета СССР от 5 апреля 1945 года        | за образцовое выполнение заданий командования в боях с немецкими захватчиками при овладении городом Будапешт и проявленные при этом доблесть и мужество |